# Porites cocosensis
Porites cocosensis là một loài san hô trong họ Poritidae. Loài này được Wells mô tả khoa học năm 1950.